# Bathhouse Betty
Bathhouse Betty è il nono album in studio della cantante statunitense Bette Midler, pubblicato nel 1998.

## Tracce
1. Song of Bernadette – 3:46 (Leonard Cohen, Bill Elliott, Jennifer Warnes)
2. I'm Beautiful – 3:55 (Brinsley Evans)
3. Lullaby in Blue – 5:09 (Adam Cohen, Brock Walsh)
4. Ukulele Lady – 3:34 (Gus Kahn, Richard Whiting)
5. I'm Hip – 2:44 (Bob Dorough, Dave Frishberg)
6. I Sold My Heart to the Junkman – 3:10 (Leon René, Otis René)
7. One Monkey Don't Stop No Show – 2:46 (Rose Marie McCoy, Charlie Singleton)
8. Boxing – 4:26 (Ben Folds)
9. Big Socks – 3:51 (Chuckii Booker)
10. That's How Love Moves – 3:54 (Jennifer Kimball, Ty Lacy, Fitzgerald Scott)
11. My One True Friend – 3:49 (David Foster, Carole King, Carole Bayer Sager)
12. Laughing Matters – 3:54 (Dick Gallagher, Mark Waldrop)
13. Heaven (Japan bonus track) – 3:29 (Julie Gold)